# Терапевтична стоматологія
Терапевтична стоматологія — медична дисципліна, розділ стоматології, займається вивченням етіології захворювань зубів, щелеп та ротової порожнини. Також займається діагностикою, лікуванням та їх профілактикою. Ця галузь складається водночас із самостійних і водночас органічних наук — пропедевтики, ендодонтії, вчення про захворювання ротової порожнини. Пропедевтика ортопедичної стоматології займається вивченням анатомо-фізіологічні органи ротової порожнини, Стоматологічний інструментарій та обладнання стоматологічних кабінетів.

## Розділи
- Карієсологія
- Некаріозні ураження твердих тканин зубів
- Ендодонтія — наука яка вивчає мікродонтохірургічні втручання в порожнину зуба (коронкову частину і кореневі канали).
- Пародонтологія
- Спеціальна стоматологія  — вивчає ураження слизової оболонки ротової порожнини та слинних залоз.

## Захворювання
Головне направлення лікарів терапевтів — лікування та профілактика захворюванням зубів. Є три головні захворювань: карієс, пульпіт, пародонтит.
- Карієс — стоматологічне захворювання яке характеризується патологічним процесом твердих тканин зубів(емалі та дентину).
- Пульпіт — ускладнення карієсу при якому запальний процес захоплює м'яку тканину зуба(Пульпу).
- Періодонтит  — ускладнення карієсу при якому запальний процес поширюється на периапікальні тканини зуба (періодонт).
- Пародонтит — захворювання тканин пародонта, альвеолярного відростка щелепи.

## Карієс
Карієс — стоматологічне захворювання яке характеризується патологічним процесом демінерілізацією твердих тканин зуба емалі та дентину, з утворенням каріозних порожнин. При цьому захворюванні можна виділити декілька Стадій:
- Стадія 1 — жовтуваті плями на емалі зуба.
- Стадія 2 — проникнення запалення через тверді тканини зуба.
- Стадія 3 — ураження пульпової камери, розвиток карієсу буде проходити швидше.
- Стадія 4 — руйнування зуба, з розвитком патологічніших процесів[2].

Лікування Карієсу. Основним Методом лікування карієсу є пломбування зубів. Потрібно відновлення жувальних функцій зуба, його форми і зовнішнього вигляду. На дно порожнини накладається ізолююча прокладка, а зверху — пломба. Як пломбувальний матеріал використовуються фотополімерні матеріали, котрі накладаються пошарово, кожен з яких засвічується спеціальною лампою для затвердіння.

## Пародонтит
Пародонтит — захворювання тканин пародонта, яке характеризується руйнуванням тканин що оточують зуб та альвеолярного відростка щелепи.
- Легкий ступінь — захворювання характеризується глибиною ясеневих кишень 4—5 мм. На ренгенограммах видозмінення кісти не має.
- Середній ступінь — захворювання характеризується глибиною ясеневих кишень 5—6 мм. Можливо невелика рухомість зубів та оголення шийки коренів.
- Тяжкий ступінь — захворювання характеризується глибиною ясеневих кишень більше 6 мм. Зубі становляться дуже рухомими, Оголюються корені зубів.

Лікування пародонтозу. Лікування повинно бути спрямоване на активізацію пародонтального кровообігу, що досягається масажами і фізіотерапією. Важливим чинником є своєчасне видалення зубного каменю і зубного нальоту, тому при пародонтозі рекомендовано професійну гігієну порожнини рота й ультразвукову чистку зубів. Фіксація рухливих зубів проводиться шляхом шинування або шинування флекс-дугами.

## Пульпіт
Пульпіт — різновид карієсу при якому запальний процес захоплює м'яку тканину зуба (пульпу), який проривається через каріозну порожнину зуба. Пульпа, своєю чергою, є  системою лімфатичних і кровоносних судин та нервових волокон, які забезпечують життєдіяльність зуба. Пульпіт виникає при проникненні каріозної інфекції у порожнину зуба, у цьому випадку пульпа запалюється і спричиняє сильне гостре запалення — пульпіт.
Класифікація пульпіту:
- Інфекційний — здійснюється розвиток внаслідок зараження пульпи патогенними мікроорганізмами. Зазвичай інфекція проникає в пульпу через дентинні канальці з каріозної порожнини. Також мікроорганізми можуть потрапляти в пульпову камеру через верхівкой отвір, такий пульпіт називається «Ретроградний».
- Травматичний — виникає внаслідок механічних травмувань пульпи при стоматологічних втручаннях.
- Конкрементозний — поява твердих утворень у місці пульпової камери.
- Гострий пульпіт — характеризується яскравою виразністю больових відчуттів.
- Хронічний пульпіт — характеризуються приступами рідкісного слабкого болю, на які часто не звертають уваги.

Лікування пульпіту [Архівовано 24 червня 2021 у Wayback Machine.] полягає у видаленні патологічно зміненої пульпи, стерилізації пульпової камери, а також механічні й медикаментозні методи очищення каріозної порожнини, чищення каналів кореня зуба та запломбовування їх каріо-пломбувальними матеріалами.